# T-18
T-18, även kallad MS-1, är en stridsvagn som tillverkades i Sovjetunionen 1928-1931. Den hade 35 hästkrafter och producerades vid Obuchov-fabriken (senare omdöpt till Bolsjevikfabriken) i Leningrad.